# De Doelen

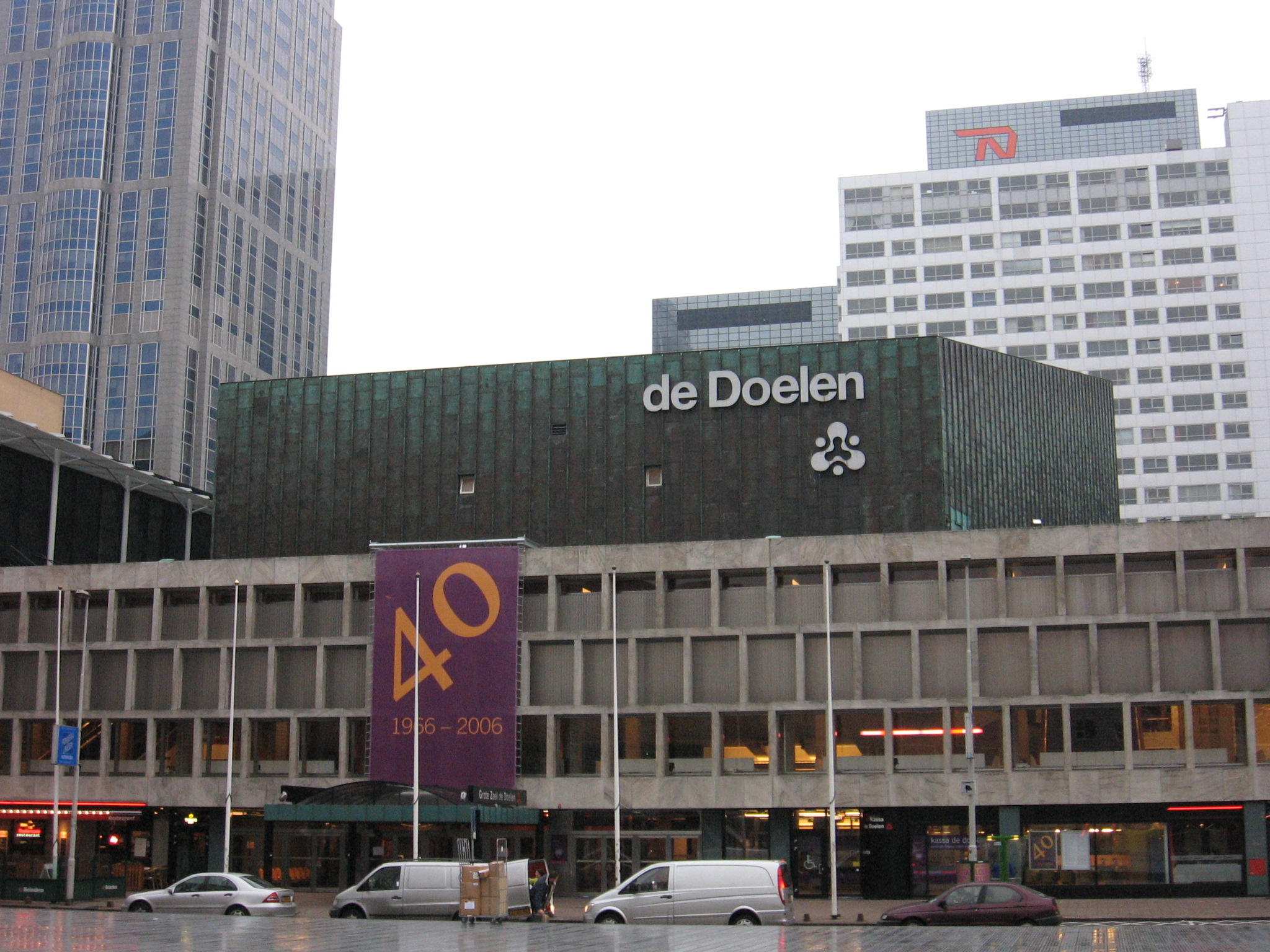
De Doelen

De Doelen est un palais de concerts et un centre de conférences de Rotterdam, aux Pays-Bas.
Il est composé de quatre salles, dont la Grote Zaal, de 2000 places, et trois autres salles plus petites, la Willem Burger Zaal, la Jurriaanse Zaal et la Eduard Flipse Zaal.
Il accueille environ 600 concerts, et 650 000 spectateurs par an, ce qui en fait le second centre de concerts après le Concertgebouw d'Amsterdam. De Doelen est la salle attitrée de l'Orchestre philharmonique de Rotterdam. Bien que principalement connu en tant que podium pour la musique classique, il accueille aussi des concerts de jazz et de musiques du monde
Il abrite chaque année le Festival international du film de Rotterdam.